# دينيسي لوبيز
دينيسي لوبيز (بالسويدية: DeDe Lopez)‏ هي مغنية وممثلة سويدية، ولدت في 31 مايو 1972 في مدينة مكسيكو في المكسيك.